# マウントホープ湾襲撃
マウントホープ湾襲撃（マウントホープわんしゅうげき、英: Mount Hope Bay raids）は、アメリカ独立戦争の1778年5月25日と30日に起こったイギリス軍によるマウントホープ湾岸の町に対する襲撃である。ロードアイランド植民地のブリストルとウォーレンが大きな損害を受け、マサチューセッツ湾植民地のフリータウン（現在のフォールリバー）も攻撃されたが、民兵がイギリス軍の行動に抵抗した。イギリス軍は、大陸軍がイギリス軍に占領されていたロードアイランドのニューポートへの攻撃を想定して隠していた物資を含め、地域の軍事防御施設を破壊した。市民の家屋や町の政庁、さらには宗教関連の建物までがこの襲撃で破壊された。
5月25日、イギリス兵とドイツ人傭兵総勢500名が、ニューポート守備隊指揮官ロバート・ピゴー将軍からの命令で、ブリストルとウォーレンの間に上陸し、船や物資を破壊し、ブリストルを略奪した。地元の抵抗は最小限に留まり、イギリス軍の行動を止められなかった。5日後の30日、100名の兵士がフリータウンに上陸したが、地元守備隊がイギリス軍に橋を越えさせなかったので、被害は少なかった。

## 背景
1776年12月、ニューヨーク市の占領を完了したイギリス軍北アメリカ総司令官ウィリアム・ハウ中将は、その軍隊から1隊を派遣し、特に抵抗も受けずにニューポートを占領した。ニューポートの守備隊は当初リチャード・プレスコット准将が指揮していたが、プレスコットが1777年夏に、大陸軍の少佐でウォーレン生まれのウィリアム・バートンの大胆な奇襲によって捕獲された。その後はロバート・ピゴー准将が指揮を引き継いでいた。
イギリス軍が占領を始めてから、アメリカ軍もイギリス軍も行き詰まっていた。大陸軍のジョージ・ワシントン将軍が1777年に、ジョセフ・スペンサー少将にニューポート攻撃を行うよう命じていたが、スペンサーはそれがやれず、ロードアイランド守備隊の指揮を外された。1778年3月、大陸会議はジョン・サリバン少将をロードアイランド指揮官に就けることを承認した。サリバンは5月初旬までにロードアイランドに到着し、そこの状況について詳細な報告書を作成した。またニューポート攻撃について兵站面の準備を始め、ナラガンセット湾やトーントン川の東岸に装備や物資を隠した。ピゴー将軍は地元ロイヤリストからサリバンの準備状況について情報を取得し、ブリストルとウォーレンに対する襲撃部隊を編成した。5月24日夜、ピゴーは第22歩兵連隊長ジェイムズ・キャンベル中佐の下にイギリス兵とドイツ人傭兵総勢500名を付けて、アクィドネック島の北端に進軍し、そこからクジラ船で本土に渡るよう命令した。

## ウォーレンとブリストルの襲撃
5月25日早朝、キャンベル隊はブリストルとウォーレンの間、ブリストル・ネックに上陸した。キャンベルは自隊を2手に分け、1隊はウォーレンに、もう1隊は軍用の船や物資が隠されているキッカムイット川沿いの地域に向かわせた。キッケムイット川に向かった部隊は、スペンサーがそこに確保していた70隻あった小艇のうち58隻を破壊し、他にも軍用物資やトウモロコシ製粉機を破壊した。川に架かる橋を焼き、スループ船1隻にも火を付けた。イギリス軍が去った後、地元民がスループ船の火を消したので、最少の被害で済んだ。

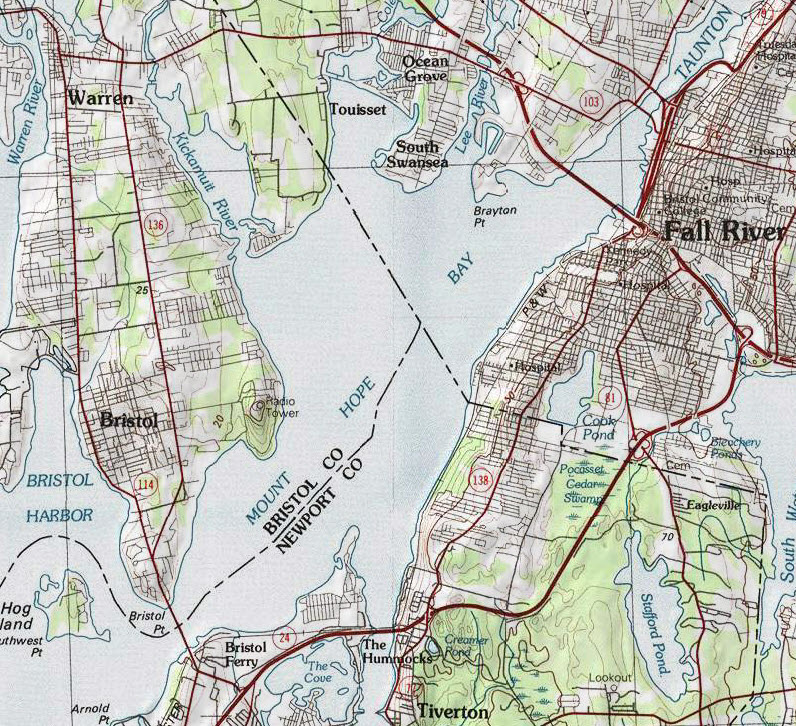
米国地質調査所の1984年の地図、マウントホープ湾と襲撃された町を示す、フォールリバーは当時フリータウンの一部だった

ウォーレンに向かった部隊は町に到着したときに幾らかの抵抗があることを予測していたが、アーチボルド・クラリー大佐が指揮する大陸軍約300名は、イギリス軍が実際よりもかなり多勢であるという噂を聞いて、町から逃げ出していた。イギリス軍は軍事物資を破壊し、土地の火薬庫に火を放った。その後に起きた爆発で、6戸の家屋と町の集会所が破壊された。この部隊はスループ船1隻を燃やし、大砲5門も破壊した。この部隊が町を出て行くと、最初の組織された抵抗の兆しが始まった。イギリス軍の2つの部隊は合流し、ブリストルに向かった。
イギリス軍が上陸してきたという報せはプロビデンスにも届き、バートン大佐が直ぐに行動に移った。約200名の志願兵を集めて南に急行し、後退していたクラリーの部隊に方向転換させ、ウォーレンを離れてブリストルに向かっていたイギリス軍に間もなく追いついた。イギリス軍が南に進む間に小競り合いが起き、両軍とも幾らかの損失を出した。バートン大佐はマスケット銃弾を受けて、それが彼の軍歴を終わらせるほど重傷だったが、その日は戦い続けた。小競り合いは続いたが、キャンベル隊は秩序を保ったままブリストルに到着し、破壊行動を始めた。軍事物資や大砲を破壊したのに加え、家屋22軒と教会1軒を破壊し、ある証言に拠れば、「味方も敵も見境無く」どこでも略奪に及んだ。
イギリス軍の破壊行為は正午頃に終わり、その乗ってきた船に戻った。イギリス海軍のフリゲート艦HMSフローラとHMSピゴー・ガレーの大砲で援護を受けながら乗船し、アクィドネック島とニューポートに戻った。この襲撃があったことで、サリバンは周辺植民地の知事に民兵隊の支援を再度要請することになった。この動きは次の襲撃が起きるまでに実行されることは無かった。

## フリータウン襲撃
ピゴーは次に、同じくマウントホープ湾の東岸にあるマサチューセッツ湾植民地フリータウン下流部（この部分は後に分離して現在のフォールリバーになった）に向かわせるために、小さな襲撃隊を編成した。5月30日、エドマンド・エア少佐（5月25日のときはキャンベルの下に就いていた）の指揮する100名の部隊が、トーントン川を遡ってフリータウンに行き、クイックアシャン川河口近くで上陸した。大陸軍の古参兵であるジョセフ・ダーフィ大佐の指揮する地元民兵隊が、哨兵を立てていた。イギリス軍の上陸は1人の哨兵に視認され、警報が伝えられた。フリータウンや近くのティバートンから40名の民兵が集まって、抵抗を始めた。エア隊は小さな大砲からぶどう弾を放ち、緩りと民兵隊を丘の上に追いつめた。この動きをしながら、イギリス兵の幾らかが家屋1軒、製粉所と製材所を焼き、9隻の船と15,000フィート (4,500 m) 分の板材を焼いた。民兵隊は小さな水流に掛かる橋に到達し、約25名が対岸の石壁の背後に防御戦を構築した。このときの戦闘は90分間続き、ダーフィ隊がエア隊の橋を確保しようと繰り返し行った攻撃を撃退した。エア隊はその後、地元住民を1人捕虜に取り、その資産に火を付け、船の所まで戻った。民兵隊が後を追い、マスケット銃で狙撃を続けた。捕虜となった住民は数日後に釈放された。イギリス部隊はこの戦闘で2名が戦死し、5名が負傷した。アメリカ部隊は1人の捕虜以外、被害は無かった。

## 戦闘の後
大陸軍の作戦にとって、船や物資の破壊は大した問題にならなかった。7月半ば、ワシントン将軍はサリバンに、ニューポートに対する作戦ではフランス艦隊が支援可能になることを伝えた。このことで徴兵活動も捗り、地元造船所は先の襲撃で破壊された船に代替するために、集中的な船舶建造計画を始めた。8月初旬までにデスタン伯爵の指揮するフランス艦隊がニューポート沖に到着し、サリバンは1万名の民兵と正規兵の部隊を指揮するようになっていた。悪天候が続いたことと、デスタン艦隊に対抗するためにイギリス艦隊が到着したことで、同盟軍の作戦は遅滞した。アクィドネック島北部を占領していたサリバンは、フランス艦隊が陸兵ともども引き揚げた後で、民兵が大量脱走し、部隊を撤退させるしかなくなった。ピゴーが追撃を掛けてサリバンの前線を破ったが、8月29日に起きたロードアイランドの戦いでサリバン隊がピゴーの攻撃をかわし、アクィドネック島から無事脱出した。
イギリス軍は1779年10月までニューポート占領を続けたが、別の地域での作戦展開のためにそこを撤退した。襲撃された町は損害が大きく困難な状況にあったが、アメリカ側の戦争遂行への協力を続けた。
フリータウン襲撃の指揮官エドマンド・エア少佐は1781年に中佐に昇進し、コネチカット植民地のニューロンドンとグロトンの襲撃では再度部隊を率いた。エアはグロトンハイツの戦いの初期に負傷し、戦闘の後に兵士達が行った残虐行為で非難された。

## 関連図書
- "Brave Villagers Turned Back British".  Fall River Herald News.  October 17, 1978.
- Remembrancer, Volume 7. Reprints Pigot's report of the expedition.

座標: 北緯41度41分38秒 西経71度12分58秒 / 北緯41.694度 西経71.216度